# Dysderina termitophila
Dysderina termitophila là một loài nhện trong họ Oonopidae.
Loài này thuộc chi Dysderina. Dysderina termitophila được miêu tả năm 1938 bởi Bristowe.